# ماريو سكيفانو
ماريو سكيفانو (بالإيطالية: Mario Schifano)‏ مواليد (الخمس 20 سبتمبر 1934 - روما 20 يناير 1998). رسام إيطالي وفنان كولاج لما ما بعد الحداثة. كما اشتهر أيضا كمخرج أفلام وفنان موسيقى روك.
اعتبر أحد الأعلام البارز من فناني ما بعد الحداثة الإيطاليين برفقة المعاصرين من أمثال: فرانشيسكو كليمنتي، ساندرو كيا وجوليو باوليني. عرضت أعماله في معرض الواقعيون الجدد "New Realists" في العام 1962 في مدينة نيويورك ب«غاليري سيدني جانس» إلى جانب مشاهير آخرين من بينهم آندي وارهول وروي ليشتنشتاين.
تألفت العديد من أعماله من اللونين الأسود والأبيض، كما قدم في الستينيات العديد من الأعمال الشهيرة والتي عرضت من قبل إعلانات شركات كبرى ككوكاكولا على سبيل المثال.
في عام 2009، احتفالاً بالفن الإيطالي المعاصر، أقيمت في فرنسا أول ريتروسبيكتيفا لـ ماريو شيفانو، إلى جانب معرض سلفاتوري غاراو في Musée d'Art Moderne de Saint-Étienne.

## سوق الفن
في مزاد سوذبيز في عام 2022 ، تم بيع عمل "Schifano "Modern Time في المينا على قماش مقابل 2.302 مليون يورو.

## وصلات خارجية
- ماريو سكيفانو على موقع IMDb (الإنجليزية)
- ماريو سكيفانو على موقع ديسكوغز (الإنجليزية)
- schifano.org